# Roger Aubert
Roger Aubert (Elsene, 16 januari 1914 - Schaarbeek, 2 september 2009) was een Belgisch kanunnik, theoloog en kerkhistoricus. Hij was hoogleraar aan de Université catholique de Louvain en was gespecialiseerd in de kerkgeschiedenis van de 19de en 20ste eeuw.

## Levensloop
Aubert volgde secundair onderwijs aan het Sint-Bonifatiusinstituut te Elsene en ging in 1929 op de leeftijd van 15,5 jaar naar Leuven om er de studies in de geschiedenis aan te vatten. In 1933 werd Aubert doctor in de geschiedenis en hij ging vervolgens naar het grootseminarie van Mechelen om er de priesterstudies aan te vatten. In 1938 werd hij tot priester gewijd. Tussen 1939 en 1945 behaalde Aubert nog het doctoraat in de theologie en de titel "Magister Sacrae Theologiae". In 1951 werd Aubert benoemd tot kanunnik van de Sint-Romboutskathedraal van Mechelen.
Aubert was professor aan het grootseminarie van Mechelen van 1944 tot 1952 en werd in dat jaar hoogleraar in de kerkgeschiedenis aan de Université catholique de Louvain. Hij verkreeg er het emeritaat in 1983. 
Sinds 1968 was Aubert lid van de Académie royale des sciences, des lettres et des beaux-arts de Belgique. Hij werd er in 1977 directeur van de Klasse der Letteren en Morele en Politieke Wetenschappen en verkreeg er het emeritaat in 2004. Aubert was vanaf 1968 lid van het Pauselijk Comité voor de Geschiedwetenschappen en sinds 1980 was hij eveneens lid van de British Academy. 
Aubert ontving een eredoctoraat aan de universiteiten van Nijmegen (1963), Milaan (1965), Tübingen (1967) en Graz (1985).
Voor zijn 95ste verjaardag gaven collega’s en oud-studenten het huldeboek La papauté contemporaine (XIXe-XXe siècles) - Il papato contemporaneo (secoli XIX-XX) uit.

## Werken
Tussen 1943 en 1993 publiceerde Aubert ruim 500 werken, artikels en studies over de hedendaagse kerkgeschiedenis. Zijn belangrijkste studies zijn deze over kardinaal Mercier en paus Pius XI (Le pontificat de Pie XI, 1952). Hij schreef het algemene werk over de hedendaagse kerkgeschiedenis, Nouvelle histoire de l'Eglise, dat tussen 1963 en 1975 verscheen in vijf banden. Aubert was jarenlang hoofdredacteur van het tijdschrift  Revue d'histoire ecclésiastique en van 1960 tot in 2006 van de Dictionnaire d'histoire et de géographie ecclésiastiques.